# Leindotter
Der Leindotter (Camelina sativa), auch Saat-Leindotter oder Dotterlein genannt, ist eine Pflanzenart aus der Gattung Leindotter (Camelina) innerhalb der Familie der Kreuzblütengewächse (Brassicaceae). 
Der deutschsprachige Trivialname Leindotter bezieht sich darauf, dass andere Leindotter-Arten, wie etwa der Gezähnte Leindotter (Camelina alyssum), oft als Unkraut in Lein-Äckern auftreten. Leindotter gilt in Europa und Nordamerika als alternative Ölpflanzenart, das linolensäurereiche Öl kann sowohl als Speiseöl als auch in Non-Food-Produkten eingesetzt werden.

## Beschreibung

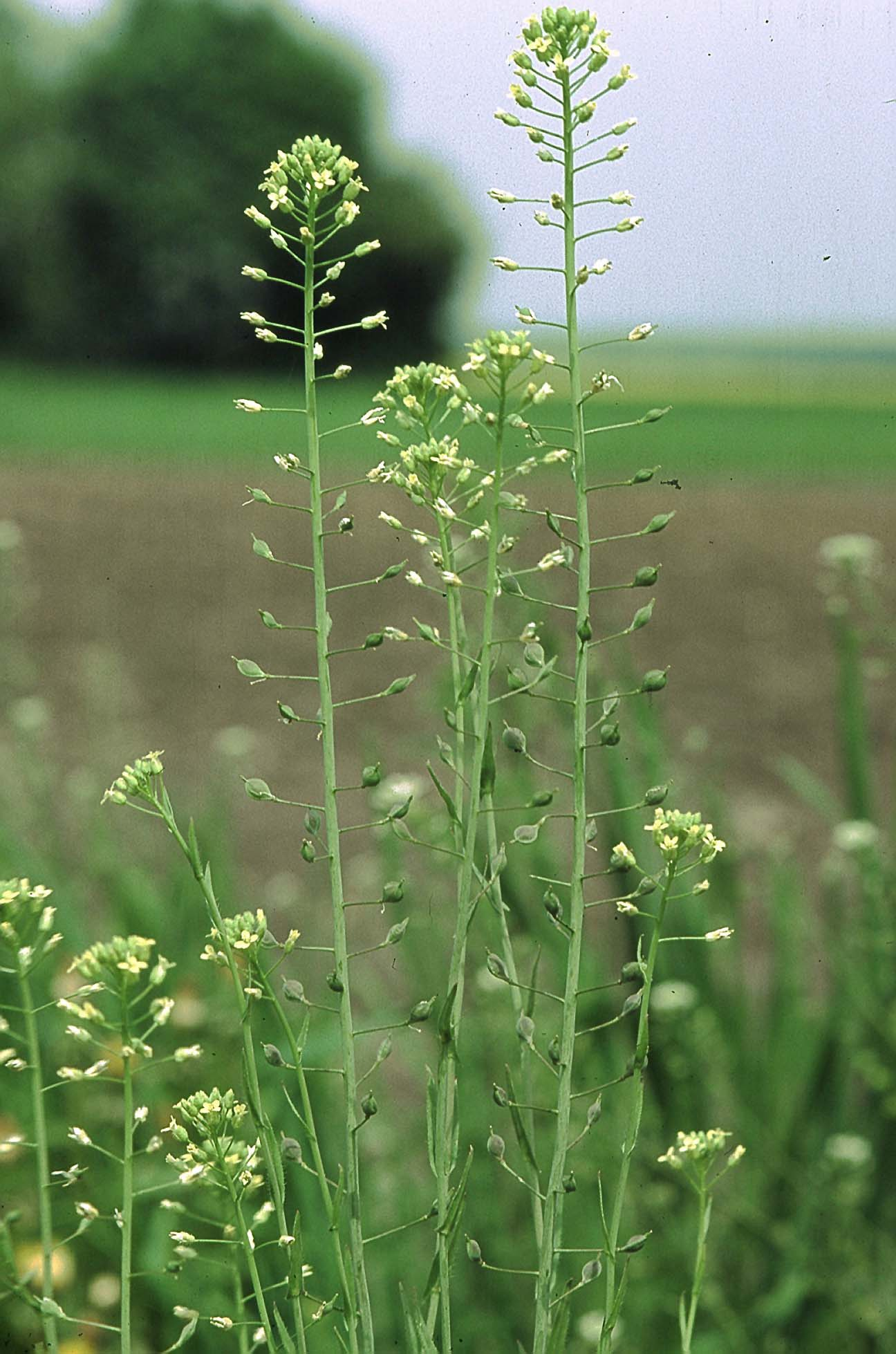
Blütenstand

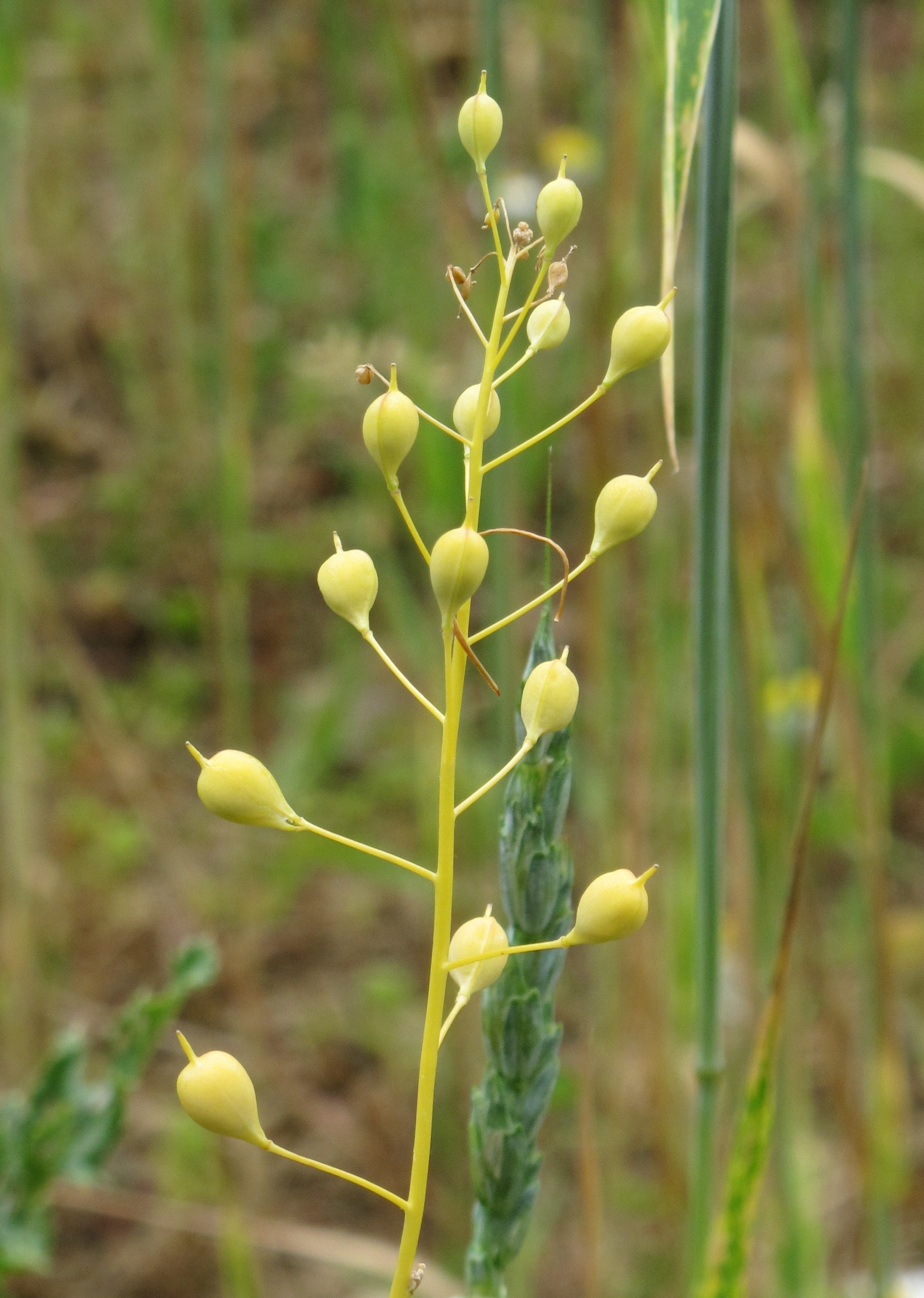
Fruchtstand

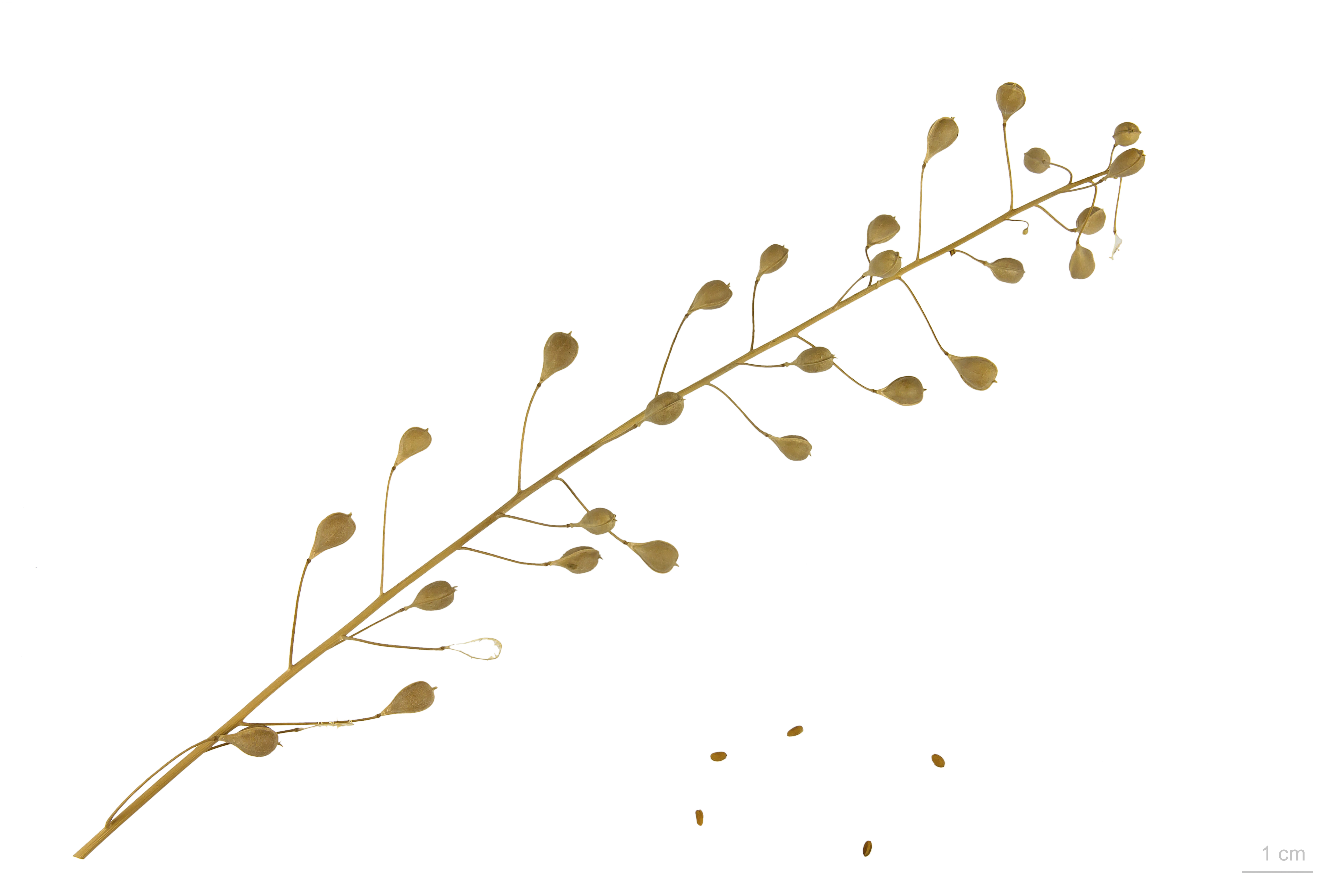
Fruchtstand und Samen

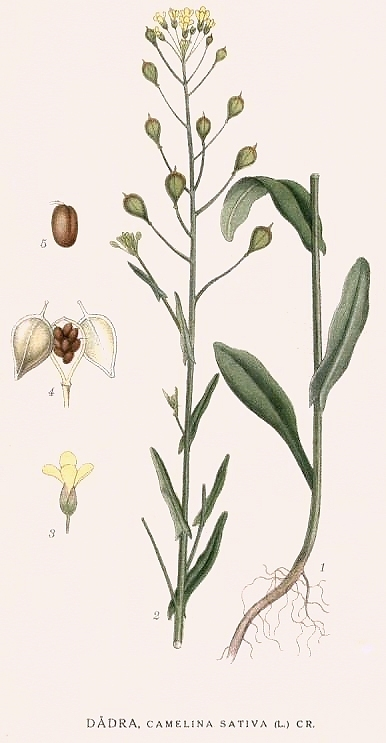
Illustration

### Vegetative Merkmale
Der Leindotter ist eine einjährige krautige Pflanze, die Wuchshöhen von 30 bis 120 Zentimetern erreicht. Die Wurzel ist dünn und spindelförmig. Der Stängel verzweigt sich im oberen Drittel im spitzen Winkel mit aufrecht stehenden Seitentrieben.
Die wechselständigen und spiralig am Stängel angeordneten Laubblätter sind lanzettlich.

### Generative Merkmale
In einem traubigen blütenstand befinden sich die Blüten. Der Blütenstiel ist 4 bis 8 Millimeter lang.
Die zwittrige Blüte ist vierzählig. Die vier Kronblätter sind meist hell- bis dunkel-gelb. Durch eine besondere Anatomie der sechs Staubgefäße und der Narbe erfolgt beim Leindotter meist Selbstbefruchtung.
Acht bis 16 gelbliche bis rötliche, 1 bis 2 mm große, tonnenförmige Samen entwickeln sich in jedem birnenförmigen, spitzen Schötchen, das beim Reifen nicht aufplatzt. Die Samen sind meist 1,7 bis 2,0 Millimeter lang und haben ein Tausendkorngewicht (TKG) von 1 bis 1,5 g.
Die Chromosomenzahl beträgt 2n = 40.

## Ökologie und Phänologie
Der Leindotter wird wegen seiner negativen Beeinflussung des Leins als Beispiel für Allelopathie aufgeführt. So konnte Grümmer nachweisen, dass die Keimung des Leins allein durch Stängel- oder Wurzelextrakte des Leindotters stark beeinflusst wird.
Blütenökologisch handelt es sich um unscheinbare nektarführende Scheibenblumen. Die Bestäubung erfolgt durch Bienen sowie durch spontane Selbstbestäubung. Die Blütezeit reicht von Mai bis Juli oder August.
Die hartschaligen Schötchen sind Wind- und Tierstreuer. Die Samen tragen im feuchten Zustand eine Schleimhülle, die der Klebausbreitung durch Bodenhaftung bei dieser ehemaligen Steppenpflanze auch hemmend entgegensteht. Dazu erfolgt eine Menschenausbreitung als Agrikulturrelikt. Die Samen haben 30–35 % fettes Öl und sind nur 1 bis 2 Jahre keimfähig. Fruchtreife beginnt ab Juni.

## Verbreitung
Leindotter ist als Wildpflanze in Asien sowie in Süd-, Ost- und Mitteleuropa verbreitet und kommt ursprünglich nördlich bis Großbritannien, Dänemark und Schweden vor. Das genauere ursprüngliche Areal in Asien ist nicht bekannt. Camelina sativa ist ein Neophyt in Tunesien, Australien, Neuseeland, Nord- und Südamerika und wird in weiteren Ländern kultiviert.
Der Leindotter gedeiht oft in Äckern, auf Schuttplätzen und auf Ödland. In der Schweiz wächst er in kalkreichen Getreideäckern in Pflanzengesellschaften des Verbands Caucalidion.
Die ökologischen Zeigerwerte nach Landolt et al. 2010 sind in der Schweiz: Feuchtezahl F = 2 (mäßig trocken), Lichtzahl L = 3 (halbschattig), Reaktionszahl R = 3 (schwach sauer bis neutral), Temperaturzahl T = 4 (kollin), Nährstoffzahl N = 3 (mäßig nährstoffarm bis mäßig nährstoffreich), Kontinentalitätszahl K = 4 (subkontinental).

## Systematik
Die Erstveröffentlichung erfolgte durch Carl von Linné. Die Neukombination zu Camelina sativa (L.) Crantz wurde 1772 durch Heinrich Johann Nepomuk von Crantz in Stirpium Austriarum Fasciculus, 1. Auflage 1, S. 17.
Je nach Autor gibt es etwa zwei Varietäten:
- Eigentlicher Saat-Leindotter (Camelina sativa (L.) Crantz var. sativa)
- Behaarter Leindotter (Camelina sativa var. zingeri Z.Mirek, Syn.: Camelina sativa Boiss. subsp. zingeri (Mirek) Smejkal)

## Nutzung

### Anbau und Nutzungsgeschichte
Leindotter wird schon sehr lange als Nutzpflanze verwendet, deren Nutzungsgeschichte bis in die neolithische Zeit zurückgeht. Vor allem aus der Bronze- und der frühen Eisenzeit liegen zahlreiche Funde aus dem östlichen und südlichen Europa vor, die auf die Nutzung dieser Pflanzenart deuten. Bis etwa 500 nach Christus war der Anbau und die Nutzung in Reinkultur weit verbreitet, ging danach jedoch stark zurück und spielt heute nur noch in Osteuropa eine gewisse Rolle.
Wie beim Raps gibt es beim Leindotter sowohl Winter- als auch Sommerzuchtformen. Er wird wie Öllein extensiv bewirtschaftet. Die in Mitteleuropa übliche Sommerform wird im März bis April ausgesät und im Juli geerntet. Sie ist tolerant gegenüber Trockenheit und Frosteinbrüchen und ist in der Bodenwahl sehr anspruchslos. Sowohl auf Sand- wie auf stark kalkhaltigen Böden ist ein Anbau möglich, der Nährstoffbedarf liegt bei etwa 100 kg Stickstoff pro Hektar. Die Erträge liegen bei 20 bis 35 dt/ha (2,0 bis 3,5 t/ha).
Mit einer Vegetationsphase von nur 120 Tagen kann Leindotter auch als Zwischenfrucht verwendet werden. In den letzten Jahren wurden zudem Untersuchungen mit Leindotter in Mischkultur mit Getreide durchgeführt. Als extensive Kulturpflanze und durch seine Eignung zum Anbau in Artenmischungen ist Leindotter für den ökologischen Landbau interessant. Leindotter eignet sich als Rankhilfe beim Anbau von Linsen.

### Verwendung
Die Samen wurden traditionell vor allem im Ernährungsbereich genutzt. Sie dienten gemeinsam mit Leinsamen und Weizen als wichtige Zutaten für Brot und Getreidebrei. Die Stängel werden bis heute in geringen Mengen zur Papierproduktion verwendet.
Die Samen enthalten 28 bis 42 Prozent Öl mit einem sehr hohen Anteil an ungesättigten Fettsäuren. Das Leindotteröl wird durch Schneckenpressen aus den reifen Samen gewonnen und hat eine, nach dem Absetzen der dunklen Farbpartikel, gelbe Farbe. Es ähnelt in Farbe und Geschmack dem Rapsöl. Für die Ernährung ist das Öl vor allem aufgrund des hohen Anteils an α-Linolensäure wertvoll, während der Anteil an Erucasäure unter 4 Prozent liegt. Im südösterreichischen Raum wird das Öl (Sprachgebrauch: Dotteröl) häufig als Hausmittel genutzt. Oral eingenommen soll es die Immunabwehr stärken, eingerieben soll es die Wundheilung fördern und arthrotische Beschwerden lindern. Leindotteröl findet auch in der pharmazeutischen und technischen Industrie Anwendung.
Wie Rapskuchen kann auch der Presskuchen des Leindotters nach der Auspressung des Öles genutzt werden. Die Presskuchen enthalten einen Restölanteil zwischen 8,5 und 16,5 Prozent, wobei die Zusammensetzung des Öles dem extrahierten Pflanzenöl entspricht. Senfölglykoside (Glucosinolate), Phytinsäure, Tannine und Sinapin als ungünstige Verbindungen für die Tierernährung wurden in ihren Anteilen untersucht. Der Anteil an Glucosinolaten liegt sehr niedrig. Er entspricht dem von 00-Raps und ist dementsprechend unbedenklich für die Verfütterung. Der Sipanin- und der Tanningehalt ist niedriger als der in Rapskuchen, während der Anteil an Phytinsäure und dessen Abbauprodukt Inositolpentaphosphat etwas höher liegt. Methionin-, Cystin- und Threoningehalte sind vergleichbar mit Soja-Eiweiß.
Leindotter-Presskuchen war im Jahr 2008 nicht als Futtermittel zugelassen, weil in den davorliegenden Jahren regelmäßig Kontaminierungen in importiertem Presskuchen festgestellt wurden. Seit dem 2. April 2009 ist der Einsatz von Leindotter als Futtermittel in Luxemburg zugelassen. Mit Inkrafttreten der Verordnung (EU) Nr. 575/2011 am 6. Juli 2011 werden sowohl Leindotter-Saat als auch Leindotter-Kuchen und Leindotter-Extraktionsschrot als Einzelfuttermittel (Futterausgangserzeugnisse) geführt, der Einsatz ist daher EU-weit möglich.

## Trivialnamen
Für den Leindotter bestehen bzw. bestanden, zum Teil auch nur regional, auch die weiteren deutschsprachigen Trivialnamen: Bäselireps (Bern), Bäseliwat (Appenzell), Beseler (Luzern), Butterreps (Württemberg), Döttersaat, Dorella, Dotter das im Flachs wächst (Erwähnung im Jahr 1482), Dotter (Schwaben, Schlesien, Pommern, Mecklenburg), Finkensamen (Schlesien), Flachsdotter, Gelkensaat (Westfalen), Hüttentütt (Westfalen), Knöpkesad (an der Hase), Liendödder (Pommern), Oelsame, Rautsaat (Westfalen) und Provencer (Memmingen).